# Zodarion ruffoi
Zodarion ruffoi là một loài nhện trong họ Zodariidae.
Loài này thuộc chi Zodarion. Zodarion ruffoi được Lodovico di Caporiacco miêu tả năm 1951.